# Города Дании
Города Дании (без Фарерских островов и Гренландии).

## Города с населением более 20 000 человек (на1 января2006)
Ниже приведены города с населением более 20 тысяч жителей, по результатам официальных оценок бюро Статистики Дании (Danmarks Statistik). Численность населения приведена без учёта пригородов и сельского населения коммун.
1. Копенгаген (1 084 885)
2. Орхус (228 674)
3. Оденсе (152 060)
4. Ольборг (121 540)
5. Эсбьерг (71 886)
6. Раннерс (55 909)
7. Кольдинг (55 045)
8. Хорсенс (50 983)
9. Вайле (49 928)
10. Роскилле (45 807)
11. Хернинг (44 437)
12. Силькеборг (41 300)
13. Нествед (41 158)
14. Греве Странн (41 093)
15. Хёрсхольм (37 100)
16. Фредерисия (37 074)
17. Хельсингёр (35 075)
18. Кёге (34 476)
19. Виборг (34 114)
20. Хольстебро (31 955)
21. Слагельсе (31 778)
22. Таструп (31 068)
23. Хиллерёд (28 941)
24. Сённерборг (27 391)
25. Свеннборг (27 199)
26. Хольбек (25 622)
27. Йёрринг (24 813)
28. Фредериксхавн (23 636)
29. Хадерслев (21 140)
30. Скиве (20 572)